# Поляк, Абрам Борисович
Абра́м Бори́сович По́ляк (14 июня 1902, Проскуров, Подольская губерния — 20 ноября 1996, Москва) — советский шахматист, мастер спорта СССР (1945).

## Биография
Окончил МВТУ имени Баумана, по специальности инженер-электрик.
Дебютировал в украинских турнирах, однако в большей степени проявил себя после переезда на учёбу в Москву. Участник ряда чемпионатов Москвы, лучшие результаты: (1927) — 5—6-е, 1951 — 6-е места. Участник чемпионата СССР (1929). В 1933 сыграл вничью матч с Н. М. Зубаревым — 9 : 9 (+5 −5 =8). Чемпион Тулы (1942).
Наиболее известен как тренер своей жены, чемпионки мира Ольги Николаевны Рубцовой, в том числе в ходе матч-турнира 1956 года, на котором Рубцова завоевала чемпионское звание. Был также одним из первых наставников Алексея Суэтина. Отец шахматистки Елены Фаталибековой.
Умер в 1996 году. Похоронен на Введенском кладбище (19 уч.).